# Achyra affinitalis
Achyra affinitalis är en fjärilsart som beskrevs av Lederer 1863. Achyra affinitalis ingår i släktet Achyra och familjen Crambidae. Inga underarter finns listade i Catalogue of Life.

## Bildgalleri

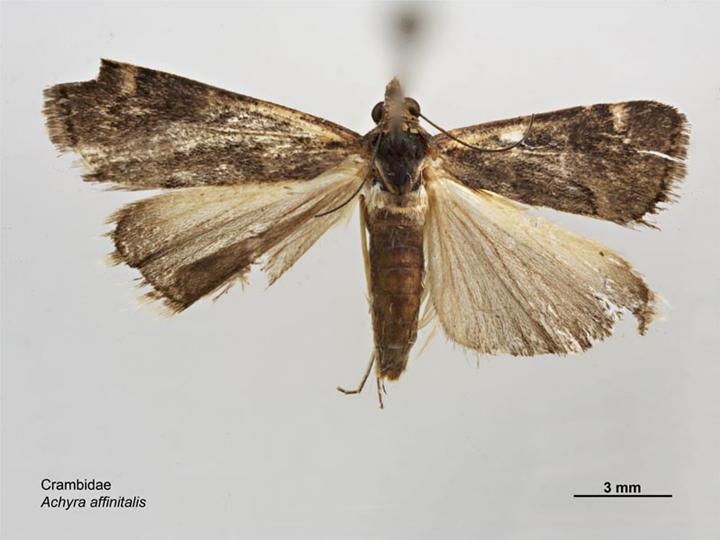
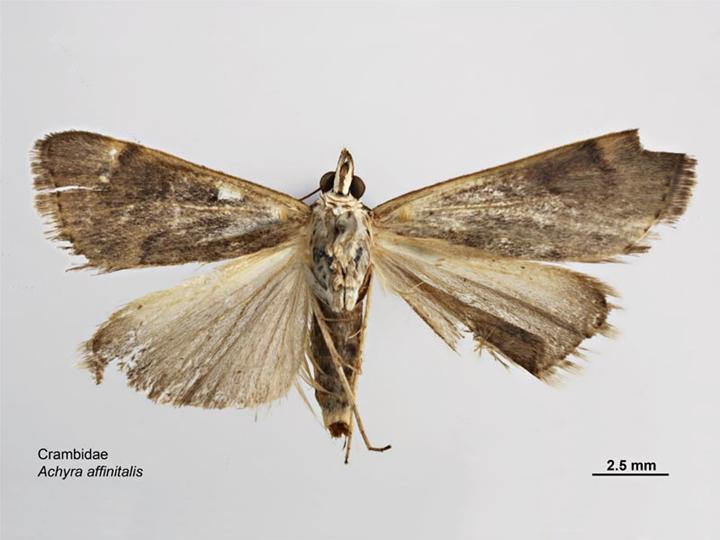
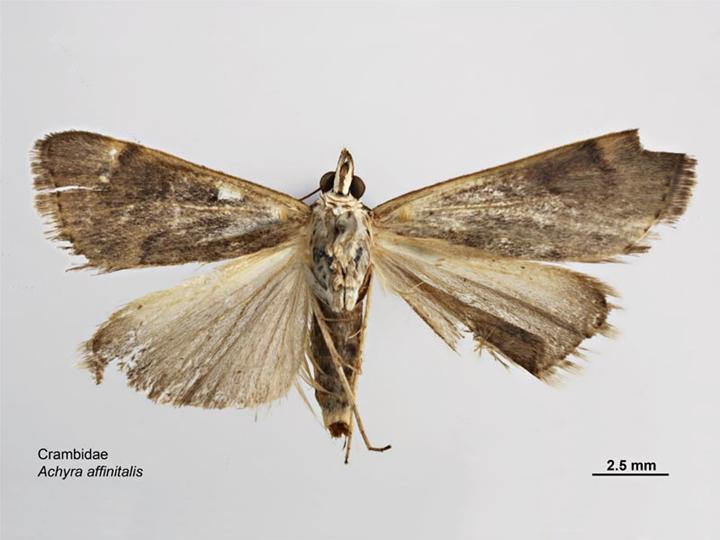